# Jim Anderson
Jim Anderson (Ballymenoch, 21 giugno 1906 – 17 aprile 1966) è stato un calciatore nordirlandese, di ruolo difensore.

## Palmarès

### Club

#### Competizioni nazionali
- Irish Cup: 1

Lisburn Distillery: 1924-1925